# Schutzwagen

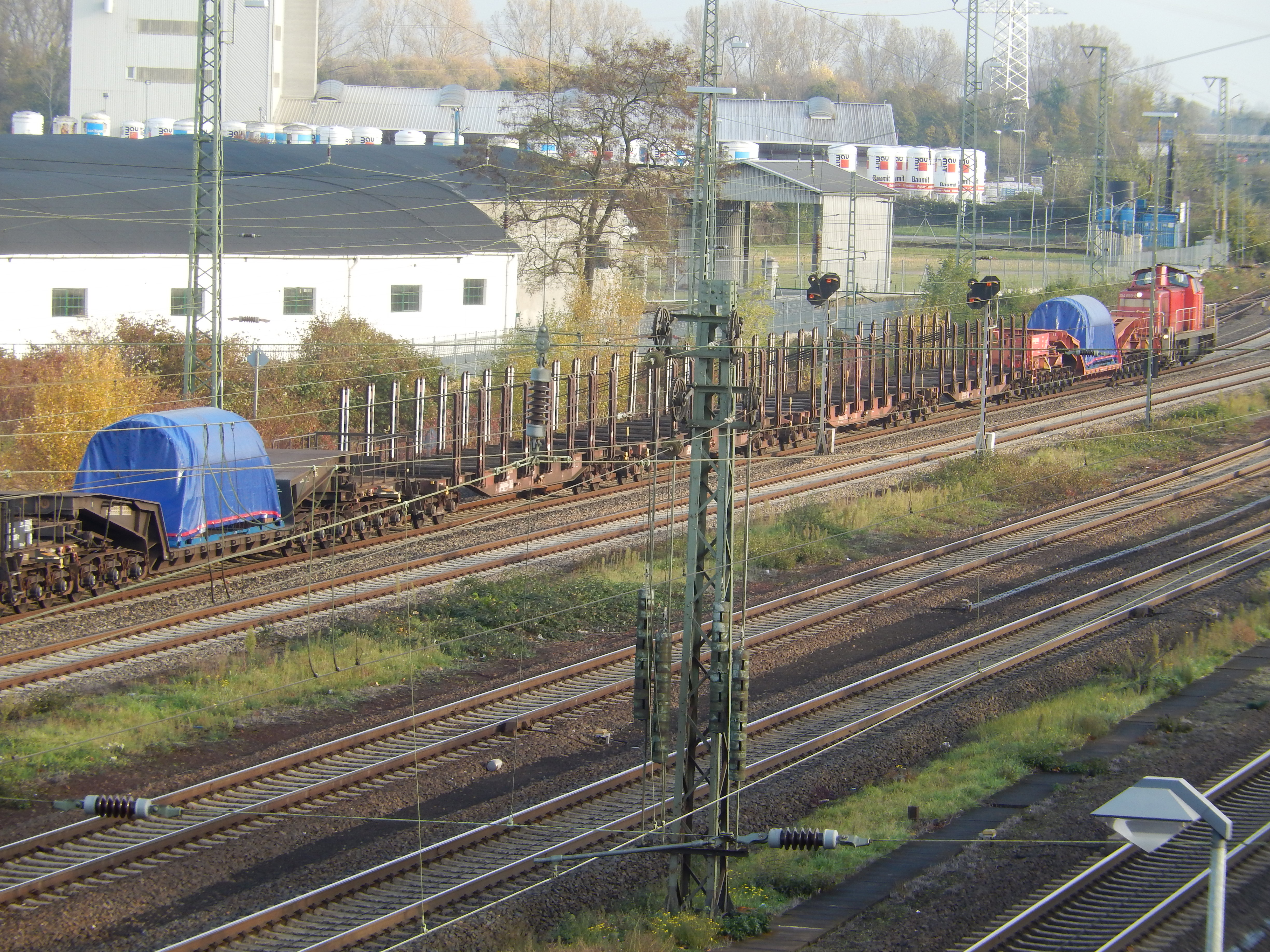
Beförderung von Castor-Behältern im Bahnhof Biblis zum Transport von Atommüll aus dem Kernkraftwerk Biblis: Zwischen den zwei mit einer blauen Abdeckung umschlossenen Castor-Behältern befinden sich vier Schutzwagen

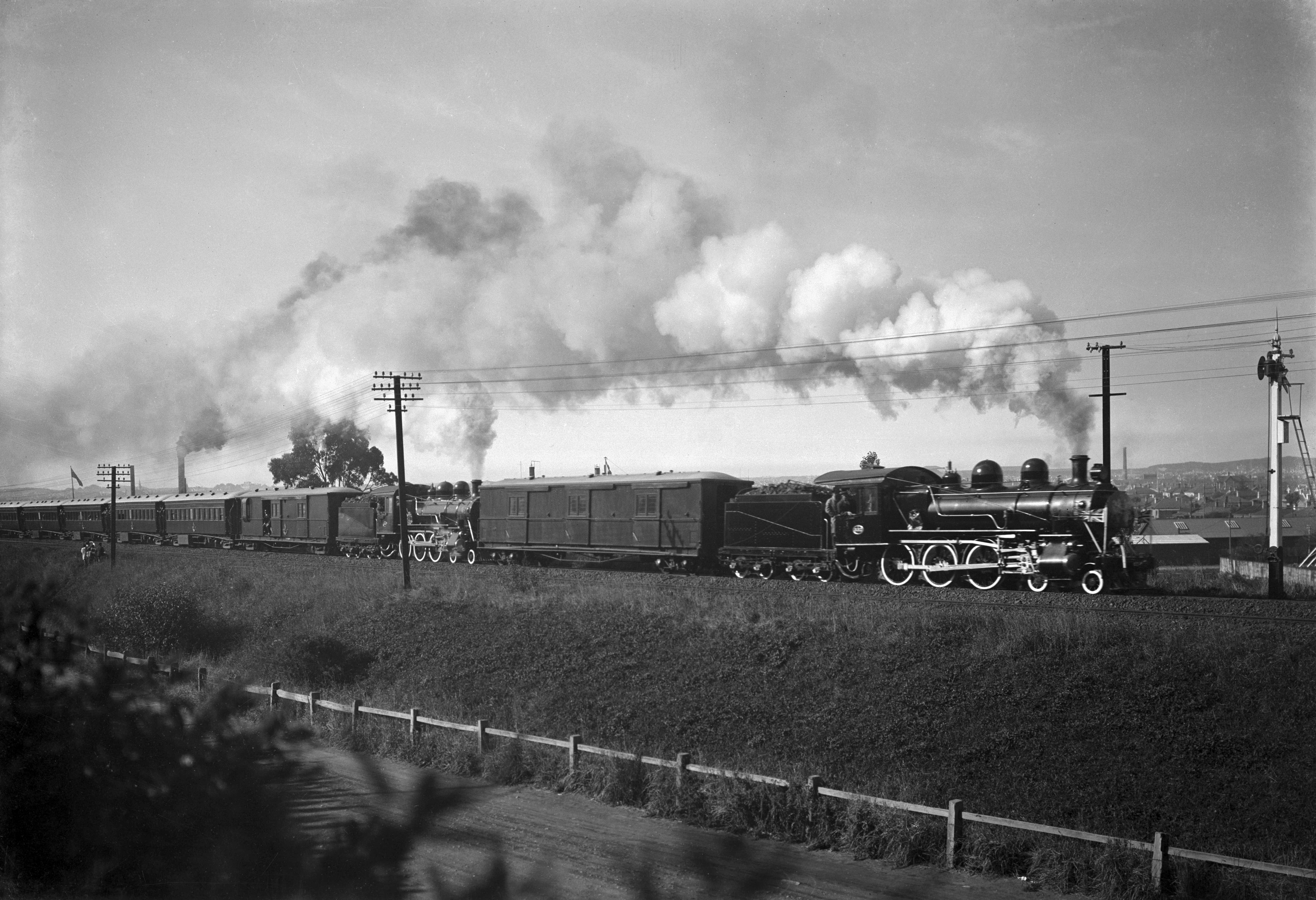
Hofzug des Herzogs von York, des späteren Königs Georg VI., bei Dunedin, Neuseeland, 1927, mit gleich zwei Schutzwagen hinter den Lokomotiven

Schutzwagen (auch: Sicherheitswagen) sind Eisenbahnwagen, die zum Schutz von Personen und Gütern in einen Zug eingereiht werden.

## Heutige Nutzung
Schutzwagen werden heute bei der Beförderung überlanger Ladungen, bestimmter Sondertransporte wie z. B. Castor-Behältern mit nuklearem Material und beim Einsatz besonderer Dienstwagen wie einem Kranwagen genutzt. Auch müssen zwischen Gefahrgütern bestimmter Klassen Mindestabstände eingehalten werden. Sollte ein Umreihen der Ladeeinheiten oder Wagen nicht möglich sein oder zum Ziel führen, können alternativ Schutzwagen eingereiht werden.

## Historische Nutzung
Zu Zeiten des Dampfbetriebs wurden Schutzwagen bei Personenzügen mit höherer Geschwindigkeit zwischen die Lokomotive und deren Tender einerseits und die folgenden Personenwagen andererseits eingereiht. Sie waren entweder leer oder wurden als Gepäckwagen genutzt. Hofzüge verkehrten grundsätzlich mit einem Schutzwagen. Der Schutzwagen sollte bei einem Eisenbahnunfall helfen, die Bewegungsenergie des Zuges aufzunehmen. Außerdem mussten Schutzwagen bei gemischten Zügen mit Güter- und Personenbeförderung zwischen Wagen mit gefährlichen Gütern und Personenwagen eingereiht werden. Dies sollte die Reisenden vor der Gefahr, die von der Ladung ausging, schützen, etwa vor brennbaren Gütern oder verrutschendem Langholz. Bei den meisten Eisenbahngesellschaften gab es Vorschriften zum Einsatz der Schutzwagen. Postwagen durften meist nicht als Schutzwagen fungieren, weil in ihnen während der Fahrt Post durch Beamte sortiert wurde.
Bei der Deutschen Reichsbahn wurden Schutzwagen in Personenzügen des öffentlichen Verkehrs zum 8. Oktober 1933 abgeschafft.